# Etienne Van der Vieren
Etienne Van der Vieren (* 17. September 1943 Antwerpen) ist ein ehemaliger belgischer Radrennfahrer und nationaler Meister im Radsport.

## Sportliche Laufbahn
Etienne Van der Vieren war Bahnradsportler. 1965 wurde Van der Vieren nationaler Meister im Steherrennen der Amateure. 
1966 gewann er den Titel erneut vor Firmin De Vleminck. 1963 war er Vize-Meister im Dernyrennen, 1967 dann Dritter. 1965 holte Etienne Van der Vieren bei den UCI-Bahn-Weltmeisterschaften die Silbermedaille hinter Miguel Mas aus Spanien.